# Super Daddy Yeol
Super Daddy Yeol (hangul: 슈퍼대디; rr: Syupeodaedi Yeol) é uma telenovela sul-coreana exibida pela emissora tvN de 13 de março a 2 de maio de 2015, com um total de dezesseis episódios. É estrelada por Lee Dong-gun, Lee Yoo-ri e Lee Re. Seu enredo em que uma mãe solteira, retorna a vida de seu antigo namorado para garantir o futuro da única filha, é baseado no webtoon de mesmo título de Lee Sang-hoon e Jin Hyo-mi.

## Enredo
Cha Mi-rae (Lee Yoo-ri) é uma médica e mãe solteira de sua filha Sa-rang (Lee Re). Quando ela é diagnosticada com câncer terminal e sabe que tem um ano de vida, ela procura seu ex-namorado Han Yeol (Lee Dong-gun), um ex-jogador de beisebol. Mi-rae e Yeol foram namorados há uma década, mas ela terminou com ele para estudar no exterior e porque não pensava muito em suas perspectivas. Logo depois, uma lesão grave forçou Yeol a se aposentar do esporte, e ele se tornou o técnico de reabilitação de um time de beisebol da liga principal. Mi-rae está determinada a transformar Yeol, ainda solteiro, no melhor pai possível para sua filha, antes que ela deixe a menina órfã.

## Elenco

### Principal
- Lee Dong-gun como Han Yeol
- Lee Yoo-ri como Cha Mi-rae
- Lee Re como Cha Sa-rang

### De apoio
- Seo Jun-young como Shin Woo-hyuk[3]
- Seo Yea-ji como Hwang Ji-hye
- Kang Nam-gil como Han Man-ho, pai de Han Yeol
- Kim Mi-kyung como Diretora Hwang Ji-woo
- Lee Han-wi como Choi Nak-kwon
- Jang Gwang como Treinador Bang
- Choi Min como Ryu Hyun-woo
- Park Joo-hyung como Uhm Ki-tae
- Choi Dae-chul como Shiksanghae (Shim Sang-hae)
- Jung Ji-ah como Jang Shi-eun
- Choi Kwon-soo como Lee Min-woo
- Lee Young-eun como Uhm Bo-mi
- Oh Joo-eun como Chae Yu-ra
- Kim Hye-na como Min Mang-hae
- Han Young como professora de Sa-rang
- Han Groo como Laura Jang (participação, episódios 8-9)[4]

## Trilha sonora
1. "Yolo Man" - Jung Dong-ha
2. "Because of You 너 때문에" - Spica
3. "Mirage 신기루" - Lee Chang-min do 2AM
4. "It Hurts and Hurts 아파아파" - Im Jung-hee
5. "You and the Rain 비와 당신" - MIIII